# Giuseppina Pasqua
Giuseppina Pasqua, nata Giuseppa (Perugia, 24 ottobre 1851 – Budrio, 24 febbraio 1930), è stata un mezzosoprano e contralto italiano.

## Biografia

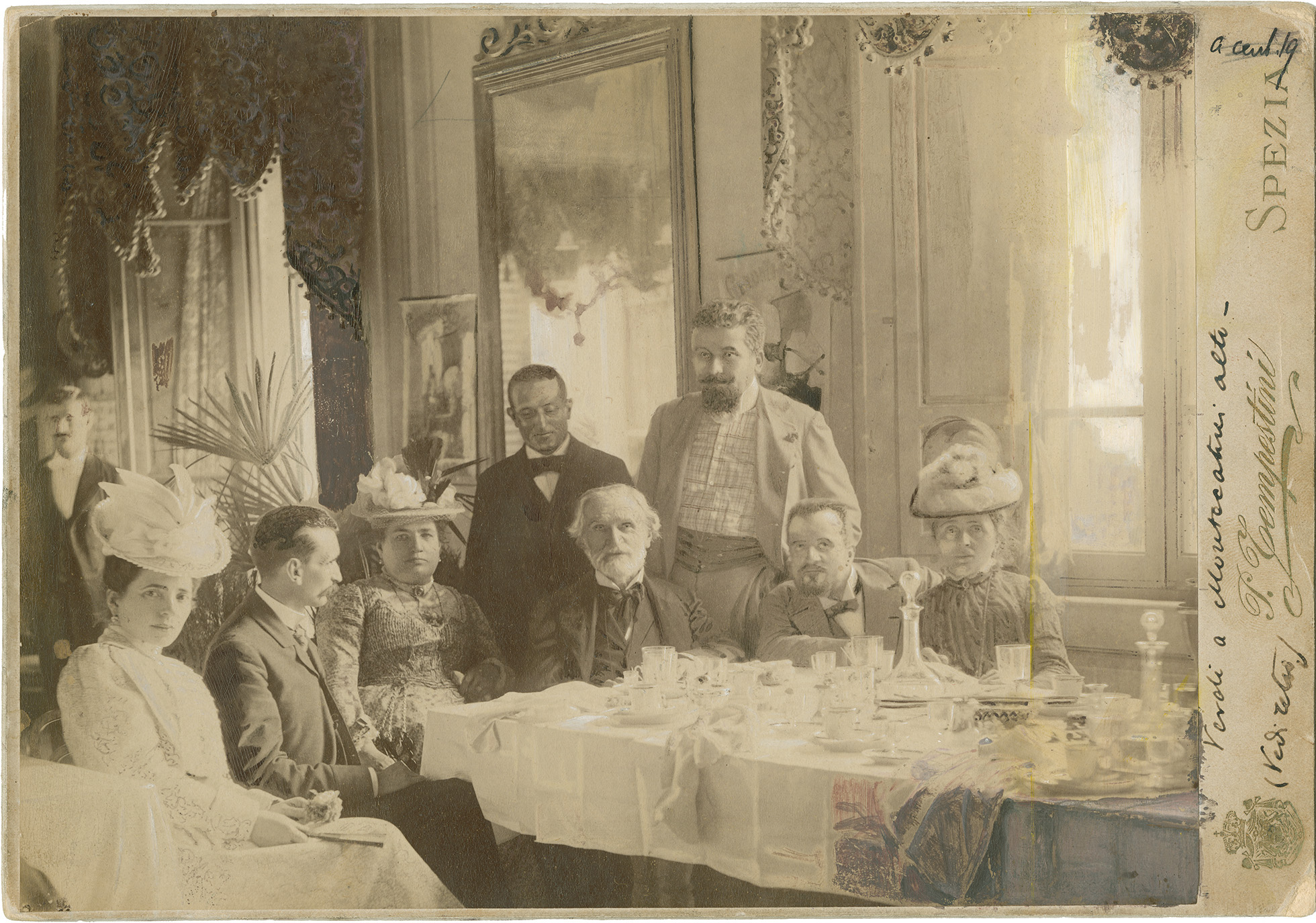
Giuseppina Pasqua (a sinistra) in una foto di gruppo con (tra gli altri) Teresa Stolz, Giuseppe Verdi e Leopoldo Mugnone. Montecatini Terme, 1899.

Apparteneva a una famiglia agiata e di cultori dell'arte. Cresciuta alla scuola di canto di Luigia Abbadia, all'età di quattordici anni già calcava i palcoscenici dei famosi teatri del centro Italia, tra cui il Teatro Morlacchi, dove debuttò come soprano leggero nel 1869 con Un ballo in maschera, nel ruolo di Oscar.
Nel 1870 nel Teatro Regio di Parma diretta da Giulio Ferrarini era Luigia nella prima de Le educande di Sorrento di Emilio Usiglio, Sinforosa nella ripresa de I falsi monetari ovvero Don Eutichio e Sinforosa di Lauro Rossi, Maria nella première di Un matrimonio civile di Giovanni Bolzoni ed Elisa di Beaucour nella ripresa di Chi dura vince di Luigi Ricci.
In seguito la sua voce si irrobustì, tanto che si cimentò in ruoli da mezzosoprano e contralto. 
Nel 1876 fu Preziosilla nella prima nel Teatro San Carlo di Napoli de La forza del destino diretta da Paolo Serrao con Capponi.
Fu celebre come Amneris nell'Aida di Giuseppe Verdi cantata nella prima nel Teatro Comunale di Bologna nel 1877 e al Teatro La Fenice di Venezia nel 1881 diretta da Franco Faccio con Gottardo Aldighieri.
Sempre a Bologna nel 1877 era Leonora nella ripresa de La favorita e nel 1878 cantò in concerto nel Requiem di Verdi con Teresa Stolz e Ormondo Maini.
Sposò il baritono Astorre Giacomelli.
Verdi ne apprezzò le qualità vocali e il talento scenico al punto da affidarle la parte di Mrs. Quickly alla première del Falstaff (1893) al Teatro alla Scala di Milano diretta con successo da Edoardo Mascheroni con Emma Zilli, Virginia Guerrini, Adelina Stehle, Edoardo Garbin, Victor Maurel e Antonio Pini-Corsi.
In precedenza era stata la prima principessa Eboli nella versione in quattro atti del Don Carlos (1884) con Francesco Tamagno alla Scala.
Ancora nel 1884 era Leonora nella ripresa nel Teatro Regio di Torino de La favorita con Mattia Battistini.
Sempre nel 1893 era Mrs.Quickly in Falstaff nelle prime nel Teatro Carlo Felice di Genova, nel Teatro Costanzi di Roma, nel Teatro La Fenice e nel Teatro Comunale (poi Teatro Verdi).
Nel 1895 ebbe il ruolo di Maria nella prima nel Teatro San Carlo di Guglielmo Ratcliff.